# شیلا لمبرت
شیلا لمبرت (انگلیسی: Sheila Lambert؛ زادهٔ ۲۱ ژوئیهٔ ۱۹۸۰) بازیکن بسکتبال اهل ایالات متحده آمریکا است.